# امی نیشیکوری
امی نیشیکوری (انگلیسی: Emi Nishikori؛ زادهٔ ۹ ژانویهٔ ۱۹۹۳) بازیکن هاکی روی چمن زن اهل ژاپن است.